# ادن (ایلینوی)
ادن، ایلینواس (به انگلیسی: Aden, Illinois) در ایالات متحده آمریکا است که در ایلی‌نوی واقع شده‌است.

## خصوصیات
ادن ۱۲۱٫۹۲ متر بالاتر از سطح دریا واقع شده‌است.